# Giovanni Battista Guarini
Giovanni Battista Guarini (né le 10 décembre 1538 à Ferrare, Italie - mort le 7 octobre 1612 à Venise) était un poète et diplomate italien de la fin du XVIe siècle et du début du XVIIe.

## Biographie
Giovanni Battista Guarini était un descendant de Guarino Veronese, un humaniste qui assura la prospérité de la famille au XVe siècle à Ferrare.
Le jeune Giovanni Battista fit ses études à Pise et à Padoue, d'où il fut appelé, alors qu'il n'avait pas encore vingt ans, pour enseigner la philosophie morale dans les écoles de sa ville natale. Ses premiers pas littéraires, à Padoue et à Ferrare, furent empreints d'un certain académisme, jusqu'à son entrée, en 1567, à la cour d'Alphonse II d'Este, dernier duc de Ferrare. Bien qu'il ait cultivé la poésie comme passe-temps, Guarini cherchait un emploi stable et ce qu'il considérait comme une affaire sérieuse pour sa vie était l'obtention d'un emploi d'État. À la cour du duc, il entama une carrière de cour qui fut pour lui, pendant trente ans, une source permanente de déceptions.
Guarini y occupa un poste de diplomate, notamment lors de négociations infructueuses menées en 1574-1575 pour tenter d'assurer au duc la couronne de Pologne. Il travailla essentiellement au service du duc de Ferrare - sauf en de rares occasions où il effectua des missions pour les ducs de Savoie et de Mantoue - jusqu'à la mort d'Alphonse II, en 1597, qui vit le retour du duché dans les possessions papales. Giovanni Battista Guarini fréquenta alors les cours du grand-duc de Toscane et du duc d'Urbino.
Sa vie familiale fut marquée par le meurtre de sa fille Anna, assassinée par son mari, Ercole Trotti, avec la complicité d'un de ses frères. À la suite de ce meurtre, la carrière de Guarini fut perturbée par les querelles et les procès incessants.

## Œuvre

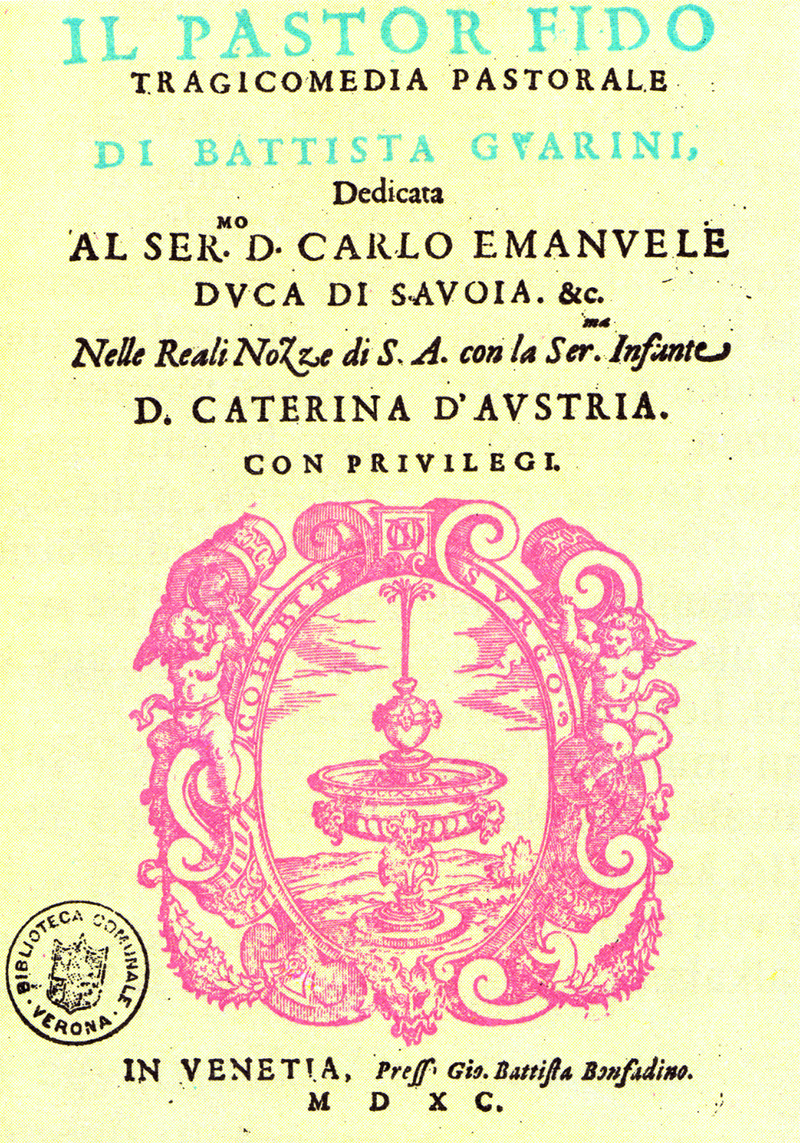
Il pastor fido, Venise, Giovanni Bonfadino, 1590

L'œuvre la plus célèbre de Giovanni Battista Guarini est une pastorale en forme de tragi-comédie, Il pastor fido (Le Berger fidèle), qui fut composée entre 1580 et 1583 pour rivaliser avec l’Aminta (1573) de son ami Le Tasse. Éditée fin 1589, chez Jamet Mettayer, dédiée à Charles-Emmanuel Ier de Savoie, elle fut souvent représentée à l'époque, traduite et diffusée dans toute l'Europe, et connut un immense succès. Monteverdi en a mis en musique de larges extraits dans son Cinquième livre de madrigaux (1605). Alors que l'œuvre de Guarini peut être vue comme manquant de sentiment, notamment si on la compare à celle du Tasse, son prédécesseur à la cour d'Este, il semble que ce soit précisément cette qualité qui l'ait faite redécouvrir au XVIIIe siècle - à un moment où la sensiblerie excessive était devenue démodée - par des compositeurs qui s'en sont inspirés. Haendel en tira - sur un livret adapté par le poète Giacomo Rossi - un opéra (Il pastor fido, 1712), qu'il remania en 1734. Jean-Philippe Rameau s'en inspira également pour une cantate, Le Berger fidèle (1728). Nicolas Chédeville composa et publia en 1737  sous le titre Il pastor fido un recueil de six sonates pour divers instruments sur des thèmes empruntés à Vivaldi, faussement attribuées à ce dernier comme son « Opus 13 ».
Pour illustrer la notoriété de la tragédie jadis, on peut aussi citer le cas du château d'Ancy-le-Franc dans l'Yonne dont un salon est décoré de plusieurs tableaux illustrant le drame.
D'ailleurs, dès son époque, la poésie de Giovanni Battista Guarini fut mise en musique, notamment par la compositrice italienne Vittoria Aleotti (v. 1575 - v. 1620), qui s'inspira de ses madrigaux, qui témoignent des différents styles du XVIe siècle.
Parmi ses autres œuvres, on peut citer :
- Les Rimes, recueil de poèmes lyriques ;
- L'Idropica (L'Hydropique) (1584), une comédie plus lyrique que dramatique ;
- Il Secretario ;
- Divers essais sur le théâtre dont le Traité de poésie tragi-comique (1601), où il critique les règles du théâtre héritées d'Aristote ;
- Il Trattato della politica libertà, un traité de politique à la gloire des Médicis à Florence.

Les 5 et 6 décembre 2003, l'Université de Padoue a organisé un colloque sur l'œuvre de Giovanni Battista Guarini, et notamment sur ses lettres et sur Les Rimes.